# Campoplex dorsalis
Campoplex dorsalis är en stekelart som först beskrevs av William Harris Ashmead 1900.  Campoplex dorsalis ingår i släktet Campoplex och familjen brokparasitsteklar. Inga underarter finns listade.